# Кротовые белозубки
Кротовые белозубки (Anourosorex) — род семейства землероек (Soricidae), выделяемый в самостоятельную трибу Anourosoricini. Его представители обитают в Восточной и Юго-Восточной Азии. Это единственный род землероек, полностью приспособленный к подземному образу жизни.

## Описание
Особенность этого рода землероек — короткий хвост длиной всего от 7 до 17 миллиметров. В зависимости от вида длина тела составляет от 50 до 110 миллиметров. Мягкий, густой мех серый сверху и более светлый снизу. Уши спрятаны в мехе, глаза крошечные, а морда удлиненная. Широкие голые лапы заканчиваются длинными когтями.

### Черты черепа
Все виды рода имеют на каждой верхней челюсти один резец (Incisivus), два клыка (Canini), один премоляр (Praemolar) и три коренных (Molares). На нижней челюсти у них только по одному клыку в каждой половине. Всего у животных 26 зубов. Третьи моляры редуцированы как на верхней, так и на нижней челюсти.

## Распространение и среда обитания
Кротовые белозубки обитают в центральном и южном Китае, на Тайване, в Ассаме и в северных районах Мьянмы, Таиланда и Вьетнама. Их среда обитания — горные районы на высоте от 1500 до 3100 метров над уровнем моря.

## Образ жизни
Эти землеройки ведут, в основном, подземный образ жизни, за что получили своё название «кротовые белозубки». Они роют норы и роются в поисках пищи в земле или опавших листьях. Они питаются насекомыми, их личинками и дождевыми червями.

## Систематика
В прошлом всех животных объединяли в один вид Anourosorex squamipes. В более поздних таксономических системах различают четыре типа:
- Anourosorex assamensis,
- Anourosorex schmidi,
- Anourosorex squamipes
- Anourosorex yamashinai.